# 何塞·马里亚·奥万多
何塞·马里亚·拉蒙·奥万多·德尔坎波（西班牙語：José María Ramón Obando del Campo；1795年8月8日—1861年4月29日）哥伦比亚将军和总统（1853—1854年）。在拉丁美洲独立战争时期，他为西班牙国王效力。后来参加西蒙·玻利瓦尔的革命軍隊。但在哥倫比亞獨立以後，他反對玻利瓦爾的中央集權政府。1830年代，他成為新格拉納達副總統和陸軍部長。1831年-1832年任临时总统。他發動反對保守黨政府的政變，失敗以後逃往祕魯。1853年当选总统，1854年因他党内的矛盾被免职。

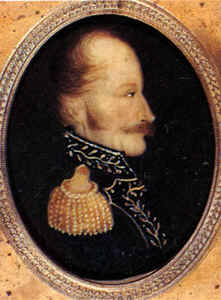
José María Obando的纤细画by José María Espinosa.

| 前任： 多明戈·卡伊塞多      | 新格拉纳达共和国总统 1831年—1832年 | 繼任： 何塞·伊格纳西奥·德·马克斯 |
| 前任： 何塞·伊拉里奥·洛佩斯 | 新格拉纳达共和国总统 1853年—1854年 | 繼任： 何塞·马里亚·梅洛          |